# Aviron aux Jeux olympiques d'été de 2020
Navigation
Les épreuves d'aviron lors des Jeux olympiques d'été de 2020 se tiennent à Tokyo, au Japon. Initialement prévu du 25 juillet au 1er août 2020, les épreuves subissent le report des Jeux en 2021 en raison de la pandémie de Covid-19 et sont reprogrammées du 23 au 30 juillet 2021. Les épreuves se déroulent au sein de la Sea Forest Waterway situé sur l'île artificielle d'Odaiba dans la baie de Tokyo. Quatorze finales figurent au programme de cette compétition (7 masculines et 7 féminines), soit le même nombre que lors de la précédente édition des Jeux à Rio de Janeiro. Toutefois dans une volonté d'instaurer la parité homme-femme au sein du programme olympique, Fédération internationale des sociétés d'aviron, a remplacé l'épreuve du quatre sans barreur poids léger masculin par celle du quatre sans barreur féminin.

## Organisation

### Site des compétitions

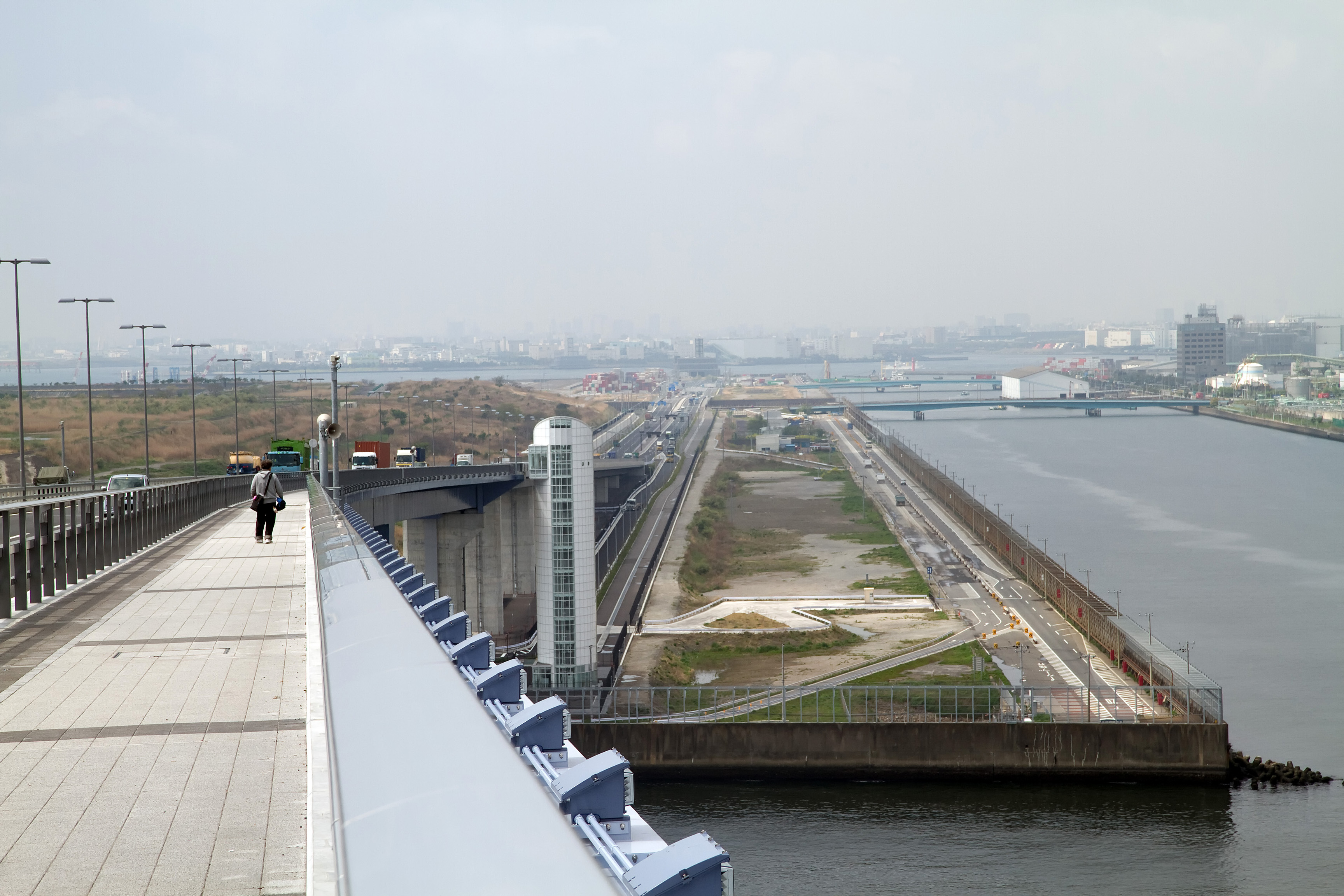
Le Sea Forest Waterway.

Le Sea Forest Waterway est un site de régates d'aviron et de canoë-kayak situé à l'ouest de la ville de Tokyo sur l'île artificielle d'Odaiba dans la baie de Tokyo.
Le site, construit pour l'occasion, est le seul équipement d'aviron au Japon qui répond aux normes internationales. Celui-ci a été inauguré en juin 2019 et dispose d'une tribune permanente de 2 000 places ainsi que d'une tribune temporaire pouvant accueillir jusqu'à 14 000 spectateurs supplémentaires pour les événements olympiques. Le parcours est séparé de la baie par des barrages à chacune de ses extrémités. L'eau est retenue à une profondeur constante d'environ six mètres par des barrages, le parcours mesure 2 335 mètres de long, 198 mètres de large tandis que chacune des huit voies d'eau mesure 12,5 mètres de large.

### Calendrier
| S | Séries | R | Repêchages | ¼ | Quarts de finale | ½ | Demi-finales | F | Finale |

| Date →                      | 23 | 24 | 25 | 26 | 27 | 28 | 29 | 30 |
| Épreuve ↓                   | 23 | 24 | 25 | 26 | 27 | 28 | 29 | 30 |
| --------------------------- | -- | -- | -- | -- | -- | -- | -- | -- |
| Skiff                       | S  | R  |    | ¼  | ½  | ½  | F  | F  |
| Deux de couple              | S  | R  |    | ½  |    | F  |    |    |
| Deux de couple poids légers |    | S  | R  |    | ½  |    | F  |    |
| Quatre de couple            | S  |    | R  |    | F  |    |    |    |
| Deux sans barreur           |    | S  | R  |    | ½  |    | F  |    |
| Quatre sans barreur         |    | S  |    | R  |    | F  |    |    |
| Huit                        |    |    | S  |    |    | R  |    | F  |

| Date →                      | 23 | 24 | 25 | 26 | 27 | 28 | 29 | 30 |
| Épreuve ↓                   | 23 | 24 | 25 | 26 | 27 | 28 | 29 | 30 |
| --------------------------- | -- | -- | -- | -- | -- | -- | -- | -- |
| Skiff                       | S  | R  |    | ¼  | ½  | ½  | F  | F  |
| Deux de couple              | S  | R  |    | ½  |    | F  |    |    |
| Deux de couple poids légers |    | S  | R  |    | ½  |    | F  |    |
| Quatre de couple            | S  |    | R  |    | F  |    |    |    |
| Deux sans barreur           |    | S  | R  |    | ½  |    | F  |    |
| Quatre sans barreur         |    | S  |    | R  |    | F  |    |    |
| Huit                        |    |    | S  |    |    | R  |    | F  |

## Participation

### Critères de qualification
La majorité des quotas sont attribués lors des Championnats du monde d'aviron 2019 à Ottensheim, Autriche. Ils sont octroyés aux Comités nationaux olympiques (CNO) et non à des rameurs en particulier. Des places supplémentaires sont attribuées aux CNO (et liés à des rameurs spécifiques) lors de quatre régates de qualifications continentales pour les pays d'Asie et d’Océanie, d'Afrique, d'Amérique et d'Europe, ainsi qu'une finale de qualification olympique à Lucerne, en Suisse.
Tous les CNO qualifiés sont limités à une place par épreuve, et seuls les CNO ayant moins de deux équipages qualifiés via les championnats du monde peuvent participer aux régates de qualification continentales. La nation-hôte, le Japon se voit également attribuer d'office deux places en skiff en cas de non qualification.

## Compétition

### Format
Le format des épreuves est modifié par rapport aux derniers Jeux olympiques de Rio. Il y a sept courses masculines et sept courses féminines (contre 8 et 6 en 2016). 
Le quatre sans barreur féminin remplace le quatre sans barreur poids léger masculin. C'est le premier changement apporté au programme d'aviron depuis 1996. Ceci a été motivé par le désir du CIO de rechercher la parité et de supprimer tous les événements en poids légers.
Les courses se divisent en « pointe » et en « couple ». En pointe, le rameur tient un seul aviron avec ses deux mains. En couple, il en tient deux. Un bateau contient un, deux, quatre ou huit rameurs. Dans le huit, un barreur dirige le bateau et donne les consignes aux rameurs. Un seul faux départ par bateau et par course est autorisé.
Des épreuves « poids légers » ont été introduites lors des jeux olympiques d'Atlanta. La limite de poids pour les femmes est fixée à 59 kg et la moyenne par équipage est de 57 kg. Chez les hommes, le poids maximal est de 72,5 kg et la moyenne par équipage est de 70 kg.
Les bateaux participent à des séries éliminatoires. Les premiers de ces séries sont directement qualifiés aux demi-finales ou à la finale. Les autres bateaux disposent « d'une seconde chance » via des repêchages. La finale est disputée par six bateaux.
En octobre 2020, le congrès de la fédération internationale d'aviron s'est très majoritairement positionné pour introduire comme discipline l'aviron de mer accompagné de la suppression de la catégorie des poids légers pour respecter le quota de sportifs.

### Résultats
| Épreuves                            | Or | Argent | Bronze |
| Skiff détails                       | Grèce Stéfanos Doúskos | Norvège Kjetil Borch | Croatie Damir Martin |
| Deux de couple détails              | France Hugo Boucheron Matthieu Androdias | Pays-Bas Melvin Twellaar Stef Broenink | Chine Liu Zhiyu Zhang Liang |
| Deux de couple poids légers détails | Irlande Paul O'Donovan Fintan McCarthy | Allemagne Jonathan Rommelmann Jason Osborne | Italie Pietro Ruta Stefano Oppo |
| Quatre de couple détails            | Pays-Bas Lucas Theodoor Dirk Uittenbogaard Abe Wiersma Tone Wieten Koen Metsemakers                                                                | Grande-Bretagne Harry Leask Angus Groom Tom Barras Jack Beaumont                                                                                         | Australie Jack Cleary Caleb Antill Cameron Girdlestone Luke Letcher                                                                                |
| Deux sans barreur détails           | Croatie Valent Sinković Martin Sinković | Roumanie Marius Cozmiuc Ciprian Tudosă | Danemark Frederic Vystavel Joachim Sutton |
| Quatre sans barreur détails         | Australie Alexander Purnell Spencer Turrin Jack Hargreaves Alexander Hill                                                                          | Roumanie Mihaita Tiganescu Mugurel Vasile Semciuc Stefan Berariu Cosmin Pascari                                                                          | Italie Matteo Castaldo Matteo Lodo Marco Di Costanzo Giuseppe Vicino Bruno Rosetti                                                                 |
| Huit détails                        | Nouvelle-Zélande Thomas Mackintosh Hamish Bond Tom Murray Michael Brake Daniel Williamson Phillip Wilson Shaun Kirkham Matt Macdonald Sam Bosworth | Allemagne Johannes Weissenfeld Laurits Follert Olaf Roggensack Torben Johannesen Jakob Schneider Malte Jakschik Richard Schmidt Hannes Ocik Martin Sauer | Grande-Bretagne Josh Bugajski Jacob Dawson Thomas George Mohamed Sbihi Charles Elwes Oliver Wynne-Griffith James Rudkin Thomas Ford Henry Fieldman |

| Épreuves                            | Or | Argent | Bronze                                                                                              |
| Skiff détails                       | Nouvelle-Zélande Emma Twigg | ROC Hanna Prakatsen | Autriche Magdalena Lobnig                                                                           |
| Deux de couple détails              | Roumanie Nicoleta-Ancuța Bodnar Simona Radiș | Nouvelle-Zélande Brooke Donoghue Hannah Osborne                                                                                           | Pays-Bas Roos de Jong Lisa Scheenaard                                                               |
| Deux de couple poids légers détails | Italie Valentina Rodini Federica Cesarini | France Claire Bové Laura Tarantola | Pays-Bas Marieke Keijser Ilse Paulis                                                                |
| Quatre de couple détails            | Chine Chen Yunxia Zhang Ling Lyu Yang Cui Xiaotong                                                                                                  | Pologne Agnieszka Kobus-Zawojska Marta Wieliczko Maria Sajdak Katarzyna Zillmann                                                          | Australie Ria Thompson Rowena Meredith Harriet Hudson Caitlin Cronin                                |
| Deux sans barreur détails           | Nouvelle-Zélande Grace Prendergast Kerri Gowler | ROC Vasilisa Stepanova Elena Oriabinskaia                                                                                                 | Canada Hillary Janssens Caileigh Filmer                                                             |
| Quatre sans barreur détails         | Australie Lucy Stephan Rosemary Popa Jessica Morrison Annabelle McIntyre                                                                            | Pays-Bas Ellen Hogerwerf Karolien Florijn Ymkje Clevering Veronique Meester                                                               | Irlande Aifric Keogh Eimear Lambe Fiona Murtagh Emily Hegarty                                       |
| Huit détails                        | Canada Lisa Roman Kasia Gruchalla-Wesierski Christine Roper Andrea Proske Susanne Grainger Madison Mailey Sydney Payne Avalon Wasteneys Kristen Kit | Nouvelle-Zélande Ella Greenslade Emma Dyke Lucy Spoors Kelsey Bevan Grace Prendergast Kerri Gowler Beth Ross Jackie Gowler Caleb Shepherd | Chine Wang Zifeng Wang Yuwei Xu Fei Miao Tian Zhang Min Ju Rui Li Jingjing Guo Linlin Zhang Dechang |

## Tableau des médailles
| Rang  | Nation           | Or | Argent | Bronze | Total |
| ----- | ---------------- | -- | ------ | ------ | ----- |
| 1     | Nouvelle-Zélande | 3  | 2      | 0      | 5     |
| 2     | Australie        | 2  | 0      | 2      | 4     |
| 3     | Pays-Bas         | 1  | 2      | 2      | 5     |
| 4     | Roumanie         | 1  | 2      | 0      | 3     |
| 5     | France           | 1  | 1      | 0      | 2     |
| 6     | Italie           | 1  | 0      | 2      | 3     |
| 7     | Chine            | 1  | 0      | 2      | 3     |
| 8     | Irlande          | 1  | 0      | 1      | 2     |
| 8     | Croatie          | 1  | 0      | 1      | 2     |
| 8     | Canada           | 1  | 0      | 1      | 2     |
| 11    | Grèce            | 1  | 0      | 0      | 1     |
| 12    | Allemagne        | 0  | 2      | 0      | 2     |
| 12    | ROC              | 0  | 2      | 0      | 2     |
| 14    | Grande-Bretagne  | 0  | 1      | 1      | 2     |
| 15    | Pologne          | 0  | 1      | 0      | 1     |
| 15    | Norvège          | 0  | 1      | 0      | 1     |
| 17    | Danemark         | 0  | 0      | 1      | 1     |
| 17    | Autriche         | 0  | 0      | 1      | 1     |
| Total | Total            | 14 | 14     | 14     | 42    |